# Conradus Lycosthenes
Conradus Lycosthenes (Conrad Wolffhart) (Rouffach, 8 de agosto de 1518 - Basileia, 25 de março de 1561), foi humanista, teólogo, filólogo,enciclopedista e erudito alsaciano.  Foi um populizador e maior divulgador do conhecimento na área da ciência do século XVI.  Diácono da Igreja de São Leonardo em Basileia e professor de gramática e dialética, Lycosthène tinha uma paixão pelo estudo da natureza da física do globo.

## Biografia
Nascido  numa cidade da Alsácia, era filho do cônsul Theobald Wolffhart e de sua esposa Elizabeth Pellican, irmã do teólogo protestante Conradus Pellicanus (1478-1556).  Mais tarde mudaria seu nome de nascimento, Wolffhart, para uma versão helenizada da mesma grafia.  
Com a idade de 17 anos foi enviado a Heidelberg onde recebeu o diploma de Mestre de Artes em 1539.  Desde então dedicou-se à teologia e fez amizade com Henri Stoll, pastor da cidade, que, em 1541, o levou à uma reunião de teólogos, em Ratisbona.  De volta para Heidelberg, continuou seus estudos de Teologia, onde ingressou no estudo de História, até o ano seguinte (1542), decidindo posteriormente ir para Basileia, tendo por companheiro de estudo, o médico e historiador protestante Henri Pantaleon (1522-1595).
Em Basileia deu aulas de gramática e dialética durante três anos, sendo então nomeado diácono da Igreja de São Leonardo, em 1545, cargo que ocupou até o final da sua vida.
Em 1554 sofreu um ataque de hemiplegia que afetou todo o seu lado direito e a fala, porém foi de curta duração.  No entanto, ele perdou totalmente o uso da mão direita, mas que superou aprendendo a usar a mão esquerda.
Pouco depois casou-se com Chrétienne Herbster, irmã do famoso impressor Johannes Oporinus (1507-1568), e viúva de Leonard Zwinger, que foi pai do reformador Theodor Zwinger, O Velho (1533-1588).  Em 1557, publicou a primeira edição do seu livro: Prodigiorum ac ostentorum chronicon (Crônica sobre o Prodígio e a Ostentação).  Ele livro é uma coleção de maior interesse do ponto de vista histórico: as ilustrações nele contidas são constituídas por xilogravuras rústicas e primitivas, mas de uma encantadora pureza.  Elas dizem respeito a alguns fenômenos que foram catalogados por Lycosthène.
Percebe-se que o desenho do livro de Lycosthène oferece uma particularidade singular de representar os tempos dos romanos.  Os editores do século XVI aparentemente não eram muito escrupulosos do ponto de vista de exatidão histórica.  O livro de prodígios de Lycosthène está repleto de fatos extraordinários, miragens, quedas de cruzes, chuvas de sangue, etc.  Os documentos nele contidos são claramente apresentados sob a forma da ficção, mas eles não possuem, no entanto, uma fonte real, e registram uma sucessão curiosa de fenômenos relacionados à meteorologia e à física do planeta.
Ele viveu ainda por sete anos antes de morrer de apoplexia no dia 25 de março de 1561, aos 43 anos de idade.

## Obras

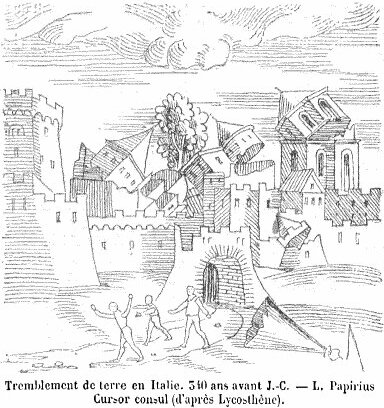
Ilustração da obra
Prodigiorum ac ostentorum chronicon

- 1547 C.Plinii secundi liber de Viris illustribus, emendatus & Commentario illustribus. Basilae 1547. In-8°. It. Ibid. 1552, in-fol.
Lycosthenes atribuiu erroneamente a Plínio a obra de Aurelius Victor.
- 1551 Elenchus scriptorum omnium, Basileia, in-4°.
- 1551 Gnomologia ex AEneae Sylvii operibus collecta, Basileia, edit.1555, in 4°.
- 1552 Iulii Obsequentis Prodigiorum liber, ab urbe condita usque ad Augustum Caesarem, cujus tantum extabat Fragmentum, nunc demum Historiarum beneficio, per Conradum Lycosthenem Rubeaquensem, integrati suae restitutus. Basilae, ex off. Ioannis Oporinii, Anno Salutis humanae, M.D.LII. Mense Martio, in-8°.
- 1552 J. Ravisii Textoris officina, Basileia.
- 1555 Apophthegmatum sive responsorum memorabilium, ex probatissimis quibusque tam graecis quam latinis auctoribus priscis pariter atque recentioribus, collectorum Loci communes ad ordinem alphabeticum redacti, Basileia, in fol.
- 1557 Epitome Stobaei Sententiarum, Basileia, in -8°.
- 1557 Parabolae sive similitudines ex var. auct. ab Erasmo collectae, in locos communes redactae, Berna in-4°; Basileia, 1575, 1602, in-8°.
- 1557 Prodigiorum ac ostentorum chronicon, quae praeter naturae ordinem, et in superioribus et his inferioribus mundi regionibus, ab exordio mundi usque ad haec nostra tempora acciderunt. Basileae per H. Petri, fol, 672 p. fig. et pl. (64).
- 1559 Dom. Brusonii Facetiarum lib. VII, Basel, in-4°.
- 1560 Regula investigationis omnium locorum in tabula Helvetiae contentorum, Basileia, in-4°.